# Список кардиналов, возведённых папой римским Иннокентием III

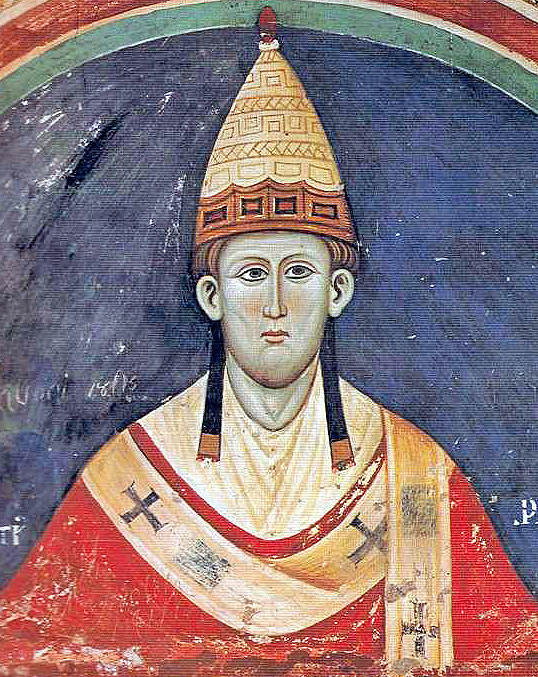
Папа Иннокентий III

Кардиналы, возведённые Папой римским Иннокентием III — 41 прелат и клирик были возведены в сан кардинала на десяти Консисториях за восемнадцать с половиной лет понтификата Иннокентия III.
Самой крупной консисторией была Консистория от 1205 года, на которой было возведено двенадцать кардиналов.

## Консистория от декабря 1198 года
- Уголино деи Конти ди Сеньи (кардинал-дьякон с титулярной диаконией Сант-Эустакьо);
- Жерар, O.Cist., аббат Понтиньи (кардинал-дьякон с титулярной диаконией Сан-Никола-ин-Карчере).

## Консистория от декабря 1200 года
- Грегорио (кардинал-епископ Сабины);
- Бенедетто (кардинал-дьякон с титулярной диаконией Санта-Мария-ин-Домника);
- Леон Бранкалеон, регулярный каноник Святого Фридиана Луккского (кардинал-дьякон с титулярной диаконией Санта-Лючия-ин-Септисолио);
- Маттео (кардинал-дьякон с титулярной диаконией Сан-Теодоро);
- Джованни деи Конти ди Сеньи (кардинал-дьякон с титулярной диаконией Санта-Мария-ин-Козмедин).

## Консистория от декабря 1202 года
- Роджер (кардинал-дьякон с титулярной диаконией Санта-Мария-ин-Домника);
- Гуалтерио (кардинал-дьякон с титулярной диаконией Санта-Мария-ин-Портико-Октавиа);
- Рауль де Невилль, архидиакон Арраса (кардинал-священник церкви Санта-Сабина).

## Консистория от 1205 года
- Никола де Романис (кардинал-епископ Фраскати);
- Гвидо Пьерлеони, каноник соборного капитула Пьяченцы (кардинал-дьякон с титулярной диаконией Сан-Никола-ин-Карчере);
- Пьетро ди Морра (кардинал-дьякон с титулярной диаконией Сант-Анджело-ин-Пескерия);
- Умберто IV да Пировано (титулярная церковь неизвестна);
- Джованни да Ферентино (кардинал-дьякон с титулярной диаконией Санта-Мария-ин-Виа-Лата);
- Гуала Биккьери, регулярный каноник Святого Петра Павийского, бывший епископ Верчелли (кардинал-дьякон с титулярной диаконией Санта-Мария-ин-Портико-Октавиа);
- Оттавиано деи Конти ди Сеньи (кардинал-дьякон с титулярной диаконией Санти-Серджо-э-Бакко);
- Грегорио Крешенци, регулярный каноник Святого Рено (кардинал-дьякон с титулярной диаконией Сан-Теодоро);
- Джованни (кардинал-дьякон с титулярной диаконией Санти-Козма-э-Дамиано);
- Пайу Галван, O.S.B. (кардинал-дьякон с титулярной диаконией Санта-Лючия-ин-Септисолио);
- Стефан Лэнгтон (кардинал-священник церкви Сан-Кризогоно);
- Пьетро Сассо (кардинал-священник церкви Санта-Пуденциана).

## Консистория от 1206 года
- Зигфрид II фон Эппенштайн, архиепископ Майнца (кардинал-священник церкви Санта-Сабина).

## Консистория от 1207 года
- Пьетро, O.S.B.Cas. (титулярная церковь неизвестна);
- Мауро, аудитор Трибунала Священной Римской Роты (титулярная церковь неизвестна).

## Консистория от 1211 года
- Джерардо Сесса, O.Cist., архиепископ Милана (кардинал-епископ Альбано).

## Консистория от 18 февраля 1212 года
- Анджело (кардинал-дьякон с титулярной диаконией Сант-Адриано);
- Джованни Колонна младший (кардинал-священник церкви Санта-Прасседе);
- Пётр Беневентский (кардинал-дьякон с титулярной диаконией Санта-Мария-ин-Аквиро);
- Бертрандо (кардинал-дьякон с титулярной диаконией Сан-Джорджо-ин-Велабро);
- Стефано ди Чеккано, O.Cist., аббат монастыря Фоссанова (кардинал-дьякон с титулярной диаконией Сант-Анджело-ин-Пескерия);
- Роберт Керзон, каноник соборного капитула Парижа (кардинал-священник церкви Санто-Стефано-аль-Монте-Челио).

## Консистория от 1213 года
- Райньеро, регулярный каноник Святой Марии Болонской (кардинал-дьякон с титулярной диаконией Санта-Лючия-ин-Силиче);
- Джованни Доменико Тринчи (кардинал-священник церкви Сан-Чириако-алле-Терме).

## Консистория от 1216 года
- Грегорио Теодоли (кардинал-священник церкви Сант-Анастазия);
- Райньеро Капоччи, O.Cist., аббат монастыря Тре Фонтане в Риме (кардинал-дьякон с титулярной диаконией Санта-Мария-ин-Козмедин);.
- Романо Бонавентура (кардинал-дьякон с титулярной диаконией Сант-Анджело-ин-Пескерия);
- Стефано де Нормандис деи Конти (кардинал-дьякон с титулярной диаконией Сант-Адриано);
- Томазо да Капуя, архиепископ Неаполя (кардинал-дьякон с титулярной диаконией Санта-Мария-ин-Виа-Лата);
- Пьетро Кампано, O.S.B.Cas. (кардинал-священник церкви Сан-Лоренцо-ин-Дамазо);
- Альдобрандино Каэтани (кардинал-дьякон с титулярной диаконией Сант-Эустакьо).